# Bergschenhoek
Bergschenhoek est un village situé dans la commune néerlandaise de Lansingerland, dans la province de la Hollande-Méridionale. Le 1er janvier 2006, le village comptait 16 634 habitants.

## Histoire
Bergschenhoek a été une commune indépendante jusqu'au 1er janvier 2007. À cette date, elle fusionne avec Berkel en Rodenrijs et Bleiswijk pour former la nouvelle commune de Lansingerland.